# Les Petites Reines
Les Petites Reines est un roman pour la jeunesse de Clémentine Beauvais, paru en 2015 aux éditions Sarbacane. Il a été récompensé par 5 prix de littérature jeunesse et a fait l'objet d'une adaptation au théâtre par Justine Heynemann et Rachel Arditi en 2017, ainsi que d'une adaptation en bande dessinée en 2023.

## Résumé
Ce roman suit les aventures d'une adolescente, Mireille Laplanche (15 ans), qui est aussi la narratrice de l'histoire « les petites reines ».
Alors que depuis deux ans elle est élue « Boudin d'or » par les élèves de son collège-lycée Marie Darrieussecq à Bourg-en-Bresse, Mireille découvre que cette année, elle a été dépassée. C'est Astrid Blomvall, une élève de seconde, qui est devenue Boudin d'or, tandis que le Boudin d'argent a été décerné à Hakima Idriss, une élève en cinquième.
Quand Mireille rencontre Astrid (15 ans) et Hakima (12 ans), elles découvrent qu'elles ont un point commun. Leurs chemins de vie les amènent toutes les trois à la garden-party de l'Élysée, prévue le 14 juillet à Paris.
L'idée leur vient alors de partir ensemble pour Paris à vélo. Elles vendront des boudins pour financer leur voyage. Elles feront en sorte d'arriver à leur destination finale le 14 juillet pour s'inviter à l'Élysée.
Après plusieurs mois de préparation, toutes les trois se préparent, accompagnées par Kader, le grand frère d'Hakima, un ancien militaire en fauteuil roulant. Ils seront suivi par les médias, tout est publié sur les réseaux sociaux et accueilli avec enthousiasme dans chacune des villes traversées, jusqu'à l'étape finale tant attendue.

## Nature de l'œuvre
Il s'agit d'un roman, qui entre dans la catégorie littérature de jeunesse.
Le roman est constitué de trois parties :
1. Bourg-en-Bresse
2. La Route
3. Paris

et découpé en 24 chapitres suivis d'un épilogue.
Au début du livre, l'autrice propose une bande-son pour accompagner la lecture de son roman : elle contient notamment la chanson L'Aventurier d'Indochine, qui apparaît plusieurs fois à travers le livre, Indochine étant le groupe préféré d'Astrid.

## Thèmes abordés
Les thèmes abordés par ce roman sont : 
- l'adolescence
- le groupe
- le rôle de l’amitié
- le dépassement de soi
- les réseaux sociaux
- la vie sociale dans l'urbanisation
- la différence
- le handicap
- la presse et la surmédiatisation[2].

Les programmes de l'Éducation nationale en français proposent la lecture de cette œuvre en classe de cinquième, dans le cadre de l'entrée thématique « Vivre en société, participer à la société : Avec autrui, famille, amis, réseaux ».

## Récompenses et critiques
Depuis sa sortie, Les Petites Reines a été vendu à plus de 50 000 exemplaires.
Il a été récompensé par plusieurs prix : 
- Meilleur livre jeunesse de 2015 par le magazine Lire[5],
- Prix Sorcières "Roman Ados" 2016[6],
- Prix Libr’à Nous ados 2015[7],
- Prix Millepages "Roman Ados" 2015[8],
- 3e Prix NRP (Nouvelle Revue Pédagogique) 2015/2016[9].

Il a également été nommé dans le cadre de nombreux autres prix : 
- Prix des Incorruptibles 2017, Prix Adolises, Dis-moi ton livre, Enlivrez-vous, Livre Élu à Besançon, Brive, Dévoreurs de livres à Evreux, Lire Élire, Mans et Sarthe, Littérados, REAL et RTS Délire d’or.
- Liste d’honneur IBBY International 2015, représentant la France dans la catégorie ‘Écriture’[10].

Le roman a reçu des critiques positives, notamment vis-à-vis de son style humoristique : 
- Télérama : « Un chef-d'œuvre d'humour acidulé, une comédie irrésistible, piquante, enlevée, tout en émotions retenues. Le genre de livre qui vous fait pousser des ailes[11] ».
- Ricochet : « Clémentine Beauvais réussit plutôt bien dans un exercice qui pourrait à tout moment basculer dans le genre nunuche /humoristique : son écriture est vive et gaie, son style enlevé, ses personnages sont bien campés et heureusement différenciés[12] ».
- ActuaLitté : « D'une fraîcheur pétillante, on rigole dès les premières pages. Mireille Laplanche est une héroïne délurée, digne héritière de Georgia Nicolson. Elle fait preuve d'un humour et d'une autodérision à toute épreuve[13] ! »
- Madmoizelle : « La force de ce roman, c’est aussi qu’il puise avec beaucoup de justesse ses situations comiques dans des références actuelles : les commentaires de TripAdvisor, une discussion d’un autre monde sur un forum de passionnés de vélo, la course aux informations exclusives des chaînes d’informations en continu, les tweets, les selfies… On rit parce que ça appuie pile là où ça fait rire, c’est « trop vrai », c’est « trop ça », bref, c’est bien vu[14] ».

## Traduction et adaptations

### Traduction
Clémentine Beauvais, qui vit et enseigne au Royaume-Uni, a réalisé la traduction de son roman Les Petites Reines en anglais. Il a été publié en 2017 sous le titre Piglettes par Pushkin Press.

### Livre audio
En 2017, un audio livre a été réalisé par Audiolib à partir de ce roman. Raconté par Rachel Arditi, sa durée d'écoute est de 6h15.

### Adaptation au théâtre
En 2017, Justine Heynemann et Rachel Arditi ont réalisé l'adaptation de ce roman au théâtre. C'est Justine Heynemann qui a pris en charge la mise en scène de cette pièce, jouée par la compagnie de théâtre Soy Création.
La pièce a été nommée aux Molières du Théâtre dans la catégorie « Jeune Public » en 2018. Elle a été jouée durant trois tournées à travers la France : 2017-2018, 2018-2019, 2019-2020.
L'adaptation s'appuie sur la structure du roman, « mais a néanmoins fait le choix, pour des raisons de tension dramaturgique, de dynamiser les motivations des trois jeunes filles, et de faire advenir simultanément leur résolution ».
Le Théâtre Paris-Villette, qui devait accueillir la pièce au printemps 2020 - et a dû annuler les représentations en raison des mesures gouvernementales de confinement (épidémie de Covid-19), a proposé une retransmission filmée du spectacle sur son site.

### Projet d'adaptation au cinéma
En septembre 2015, peu après la sortie du roman, un projet d'adaptation pour le cinéma a été évoqué par Clémentine Beauvais ainsi que par son éditeur chez Sarbacane, Thibo Bérard.

### Adaptation en bande dessinée
En 2023, une adaptation en bande dessinée par Magali Le Huche sort aux Éditions Sarbacane.

### Traduction FALC
Le 5 juillet 2023, une version Facile à lire et à comprendre en français, traduite par Lucie Trichet et illustrée par Olivier Fontvieille, est publiée chez Kiléma Éditions.